# Sibson (Leicestershire)
Sibson – wieś w Anglii, w Leicestershire, w dystrykcie Hinckley and Bosworth, w civil parish Sheepy. Leży 9,8 km od miasta Hinckley, 23,3 km od miasta Leicester i 154,2 km od Londynu. W 1931 roku civil parish liczyła 264 mieszkańców. Sibson jest wspomniana w Domesday Book (1086) jako Sibetesdone.